# Stollen (Schnee)
Unter Stollen versteht man das Festfrieren von Schnee an den Steigfellen beim Skibergsteigen, Schneeschuhen oder Skier. Felle stollen, wenn sie Feuchtigkeit aufnehmen, die dann gefriert.
Die am Fell festgefrorenen Schneeansammlungen erschweren das Vorankommen auf einer Skitour erheblich.
Wird bei Langlaufski das falsche Skiwachs verwendet, kann es ebenfalls zur Stollenbildung kommen. Haftwachse für höhere Temperaturen führen in kalten, verschatteten Abschnitten bzw. bei wechselnder Schneebeschaffenheit dazu, dass Schnee am Ski festfriert.
Auch beim Schneeschuh kann es eine Stollenbildung geben.

## Vorgang
Ursache für das Stollen von Fellen ist ein Temperaturunterschied des Schnees von warm nach kalt im Verlauf einer Tour. Während sich im wärmeren, sulzigen Schnee ein (schlecht imprägniertes) Fell mit Wasser vollsaugt, friert beim weiteren Anstieg auf der Tour der kältere Schnee an den feuchten Stellen in Klumpen fest.

## Verhinderung
Wenn ein Steigfell auf einer Skitour zu stollen beginnt, gibt es nur wenig Abhilfe. Es kann versucht werden, die Feuchtigkeit aus dem Fell zu reiben, um das Fell zu trocknen oder es mit Imprägniermitteln zu behandeln. Experten empfehlen Imprägnierwachs und Mohairspray oder bereits beim Erwerb auf eine vereisungssichere und nicht stollende Grundfläche zu achten.
Die Stolleigenschaften von Skitourenfellen sind neben der Steigleistung, den Gleiteigenschaften und der Befestigungsart am Tourenski in der Praxis von großer Bedeutung.